# Parsix
Parsix GNU/Linux – dystrybucja pochodząca z Iranu oparta na Debianie. Parsix zadebiutował wkrótce po wydaniu Ubuntu i wizualnie jest bardzo do niego podobny. Najnowsza wersja została zsynchronizowana z repozytoriami Debiana testing z 7 lutego 2012 roku. Minimalny wymagany sprzęt to procesor 500 MHz i przynajmniej 512 MB pamięci RAM.